# Bloom (álbum de Eric Johnson)
| Críticas profissionais | Críticas profissionais |
| Avaliações da crítica  | Avaliações da crítica  |
| Fonte                  | Avaliação              |
| ---------------------- | ---------------------- |
| Allmusic               | [ 1 ]                  |

Bloom é o sexto álbum solo do guitarrista estadunidense Eric Johnson, lançado em 2005. Em 2006, o álbum recebeu uma indicação ao Grammy Awards, na categoria Best Pop Instrumental Album
A faixa 12 To 12 Vibe foi originalmente gravada como Intro Song, no vídeo da turnê G3 Live In Concert , de 1997.

## Faixas do CD
- O álbum é dividido em 3 atos.
- Todas as músicas foram escritas por Eric Johnson, exceto onde indicado.

| Prelude |                 |                |         |  |
| N.º     | Título          | Compositor(es) | Duração |  |
| 1.      | "Bloom"         |                | 3:10    |  |
| 2.      | "Summer Jam"    |                | 2:11    |  |
| 3.      | "My Back Pages" | Bob Dylan      | 3:47    |  |
| 4.      | "Good to Me"    |                | 4:31    |  |
| 5.      | "Columbia"      |                | 2:22    |  |
| 6.      | "12 to 12 Vibe" |                | 2:21    |  |

| Courante |                         |         |  |
| N.º      | Título                  | Duração |  |
| 7.       | "Sea Secret"            | 1:57    |  |
| 8.       | "Sad Legacy"            | 4:06    |  |
| 9.       | "From My Heart"         | 7:26    |  |
| 10.      | "Cruise the Nile"       | 2:13    |  |
| 11.      | "Tribute to Jerry Reed" | 2:27    |  |
| 12.      | "Your Sweet Eyes"       | 6:08    |  |

| Allemande      |                  |         |  |
| N.º            | Título           | Duração |  |
| 13.            | "Hesitant"       | 6:28    |  |
| 14.            | "Sunnaround You" | 3:07    |  |
| 15.            | "Magnetized"     | 3:21    |  |
| 16.            | "Ciel"           | 3:26    |  |
| Duração total: | Duração total:   | 59:08   |  |

## Créditos Musicais
- Eric Johnson - Vocais, Guitarra, Lap Steel Guitar (faixas: 3, 4, 7, 12),  Baixo Elétrico (faixas: 1, 2, 6), Piano (faixas: 1, 3, 9, 14), Piano Elétrico [Rhodes] (Faixas 13 e 15), Sintetizador (faixas: 7, 8, 9, 12, 16)
- Chris Maresh - Baixo Elétrico (faixas: 3, 5, 8, 9, 12, 15)
- Roscoe Beck - Baixo Elétrico (faixas: 11, 13, 14)
- Tony Phillips - Sintetizador (faixas: 5, 8, 10)
- Bill Maddox - Baterias (faixas: 3, 8, 15)
- Tom Brechtlein - Baterias (faixas: 6, 11, 13, 14)
- Tommy Taylor - Baterias (faixas: 2, 4, 5)
- James Fenner - Percussão (faixas: 5, 6, 9)

## Paradas Musicais

### Álbum
| Ano  | Ranking                | Posição | Data                  |
| ---- | ---------------------- | ------- | --------------------- |
| 2005 | Top Independent Albums | #22     | 02 de Julho 2 de 2005 |
| 2005 | Top Internet Albums    | #233    |                       |

## Prêmios e Indicações

### Álbum
| Ano     | Prêmio                | Indicação                   | Resultado |
| ------- | --------------------- | --------------------------- | --------- |
| 2005-06 | The Austin Chronicles | Best Cover Art              | Venceu    |
| 2006    | Grammy Awards         | Best Pop Instrumental Album | Indicado  |